# Naturschutzgebiet Vogelhaken Glewitz

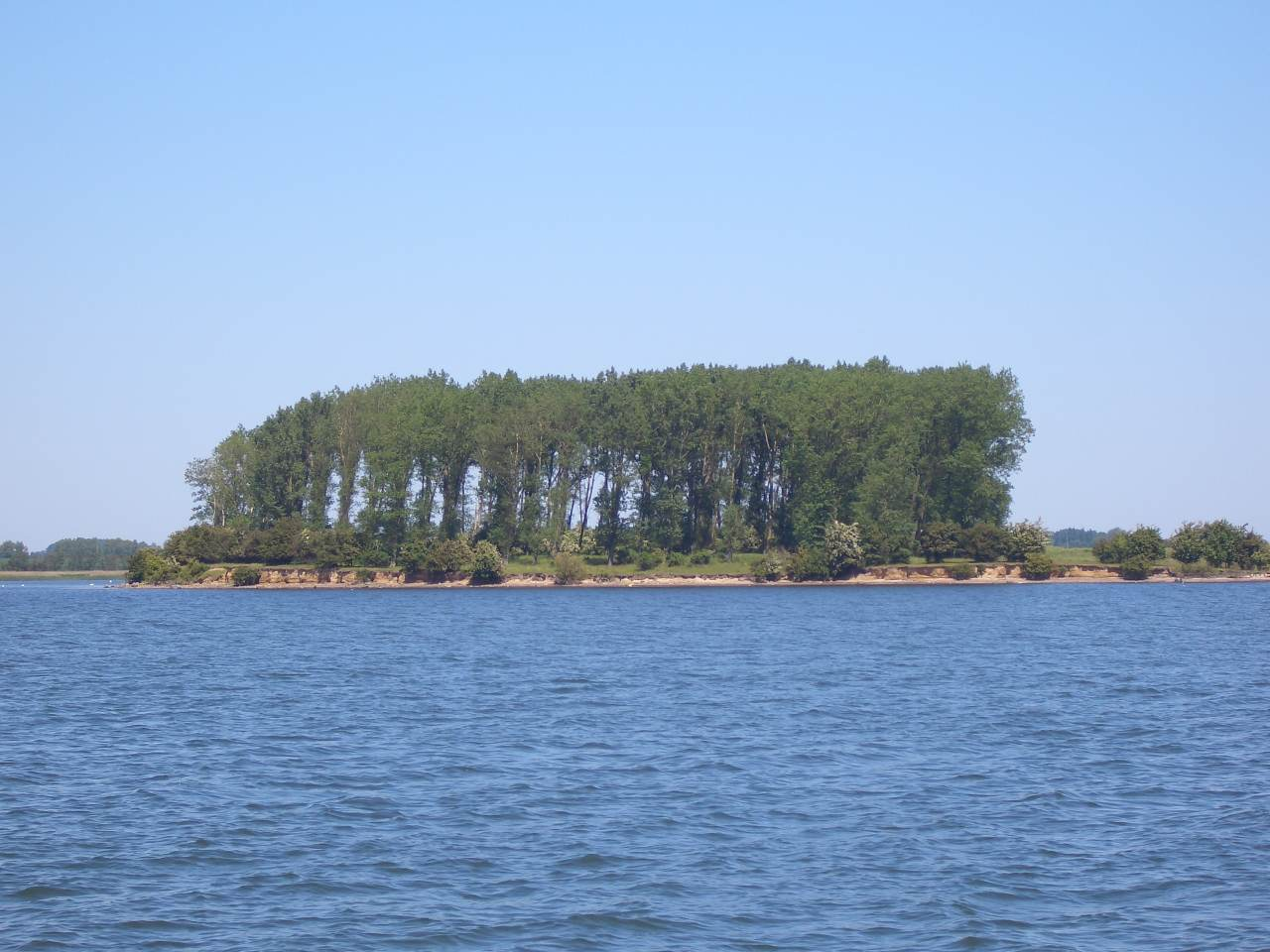
Blick auf den Westteil des NSG

Das Naturschutzgebiet Vogelhaken Glewitz ist ein 85 Hektar umfassendes Naturschutzgebiet in Mecklenburg-Vorpommern. Es dient dem Erhalt eines Küstenvogelbrutgebietes am Strelasund nordwestlich der Halbinsel Zudar. Die Ausweisung erfolgte am 22. Januar 1981.
Der Gebietszustand wird als unbefriedigend eingestuft. Prädatoren, wie Fuchs, Iltis und Steinmarder, beeinflussen in starkem Umfang den Bruterfolg, was auch durch den Bau eines Zaunes kaum gemildert wurde. Weiterhin ist die Nutzungsaufgabe ein Problem: Die Wiesen verbuschten nach Einstellen der Beweidung. Das Gebiet darf nicht betreten werden. Das Naturschutzgebiet liegt auf einem Privatgrundstück und ist durch einen Zaun abgesperrt.

## Geschichte
Die Landschaft des Schutzgebietes entstand während der letzten Eiszeit, als sich durch das abtauende Inlandeis die Landschaft hob und die Senken mit Wasser gefüllt wurden. So blieb der Vogelhaken Glewitz als Teil einer welligen Grundmoräne als Insel bestehen. Der Anschluss an die Halbinsel Zudar geschah, als sich im Rahmen der Ausgleichsküste Strandwälle bildeten. Seitdem trennt die Halbinsel Glewitzer Ort die Glewitzer Wiek vom Strelasund. Das bis zu drei Meter hohe Kliff an der Westkante der Halbinsel ist noch aktiv, es wird also erodiert und rückversetzt.
Menschliche Nutzung ist erst seit dem 19. Jahrhundert belegt. Das Urmesstischblatt aus dem Jahr 1835 zeigt die Flächen gehölzfrei. Höher gelegene Flächen wurden als Acker, die tieferen Bereiche als Grünland benutzt. Im Ostteil des Gebiets war eine Schanze eingerichtet. Die Ackernutzung wurde im 20. Jahrhundert eingestellt. Beweidung erfolgte anschließend in unterschiedlicher Intensität durch den Flächeneigentümer.

## Pflanzen- und Tierwelt
In den Flachwasserbereichen wächst Kamm-Laichkraut. Die Sandstrände sind von umfangreichen Spülsäumen bedeckt. Hier wachsen Spieß-Melde und Strand-Melde. Landseitig schließt eine Salzwiese an mit Salz-Binse, Strand-Dreizack, Strand-Milchkraut, Strand-Wegerich, Salz-Hornklee, Erdbeer-Klee und Rotschwingel. In trockenen Sommern können sich Salzpfannen ausbilden, in denen dann Queller, Salz-Schuppenmiere und Gewöhnlicher Salzschwaden wachsen. Die Strandwälle sind mit Sandmagerrasen bedeckt. Brutvögel im Gebiet sind zahlreiche Limikolenarten wie Austernfischer, Säbelschnäbler, Sandregenpfeifer, Kiebitz und Rotschenkel. Weiterhin brüten Brandgans und Schnatterente sowie Mittel- und Gänsesäger. In den letzten Jahren rasten vermehrt Kraniche (teilweise mehrere Tausend) in den Flachwasserbereichen.